# Jo Thijsse
Johannes Theodoor Thijsse (Amsterdam, 11 april 1893 – Leiderdorp, 30 april 1984) was een Nederlandse waterstaatkundig ingenieur en lange tijd hoofd van het Waterloopkundig Laboratorium in Delft.

## Levensloop
Thijsse was de oudste zoon van bioloog en natuurbeschermer Jac. P. Thijsse. Na zijn studie weg- en waterbouw aan de Technische Hogeschool te Delft kwam hij in 1918 in dienst van de Staatscommissie Zuiderzee onder leiding van Hendrik Lorentz. Dit was een jaar voordat Johan van Veen, de latere vader van het Deltaplan, afstudeerde, en met wie hij nogal wat conflicten had.
In 1920 werd hij ingenieur bij de Dienst der Zuiderzeewerken waar hij in 1943 hoofdingenieur werd. In opdracht van deze dienst kwam hij in aanraking met hydrodynamisch modelonderzoek. Rijkswaterstaat en de Technische Hogeschool Delft begonnen in 1927 ook met deze onderzoeksmethodiek door de oprichting van het Waterloopkundig Laboratorium, met Thijsse als hoofd. Thijsse had hier ervaring mee opgedaan omdat hij voor Rijkswaterstaat het modelonderzoek voor de uitwateringssluizen bij prof. Rehbock in Karlsruhe begeleid had. Dir onderzoek bleek heel nuttig en omdat Rijkswaterstaat verwachtte dat veel meer van dit onderzoek nodig zou zijn besloot met eenzelfde instituut in Nederland op te richten. Het aanvullende onderzoek voor de Afsluitdijk is dan ook bij het Waterloopkundig Laboratorium gedaan, hetgeen dan ook de eerste grote opdracht was.
In 1938 kreeg Thijsse ook een aanstelling als buitengewoon hoogleraar in de theoretische en experimentele hydraulica te Delft als opvolger van Gerard Henri de Vries Broekman.
Thijsse werd beschouwd als autoriteit op het gebied van de hydraulica en waterbouwkunde. Voor vrijwel alle waterstaatswerken werd zijn advies gevraagd en deed 'zijn' instituut onderzoek. Voor de kruising van het Amsterdam-Rijnkanaal en de Lek ontwikkelde hij speciale leidammen, de eieren van Thijsse. In 1953 nam hij zitting in de Deltacommissie. In het rapport van de commissie dat leidde tot het Deltaplan nam hij bijdrage IV.1 van deel 5 voor zijn rekening, met daarin de beschrijving van het 'Deltamodel', het schaalmodel van de Nederlandse delta zoals dat bij het laboratorium was nagebouwd.
In 1966 werd een stenen reliëfportret van hem aangebracht in het gebouw van het Waterloopkundig Laboratorium, vervaardigd door de beeldhouwer Henk Etienne.
Thijsse stond aan de wieg van de internationale waterbouwkundige opleiding, die later bekend werd onder de naam IHE Delft Institute for Water Education, in Delft en waar al decennialang vele waterbouwers (met name uit ontwikkelingslanden) worden opgeleid.

### Onderscheidingen
In 2017 werd ir. Johannes Theodoor Thijsse geselecteerd voor de Alumni Walk of Fame ter gelegenheid van het 175-jarig bestaan van de TU Delft. Thijsse kreeg dit eerbetoon voor zijn prestaties als gerenommeerd waterstaatkundig ingenieur en voor zijn functie als hoofd van het Waterloopkundig Laboratorium in Delft.
Hij is tot erelid benoemd van de International Association for Hydraulic Research (IAHR).
In 1973 is het Waterloopkundig Laboratorium vanuit de binnenstad van Delft verhuisd naar een groot terrein aan de zuidkant van de TU Delft campus. Deze vestiging kreeg toen de naam “Thijsse Erf”.

### Foto's

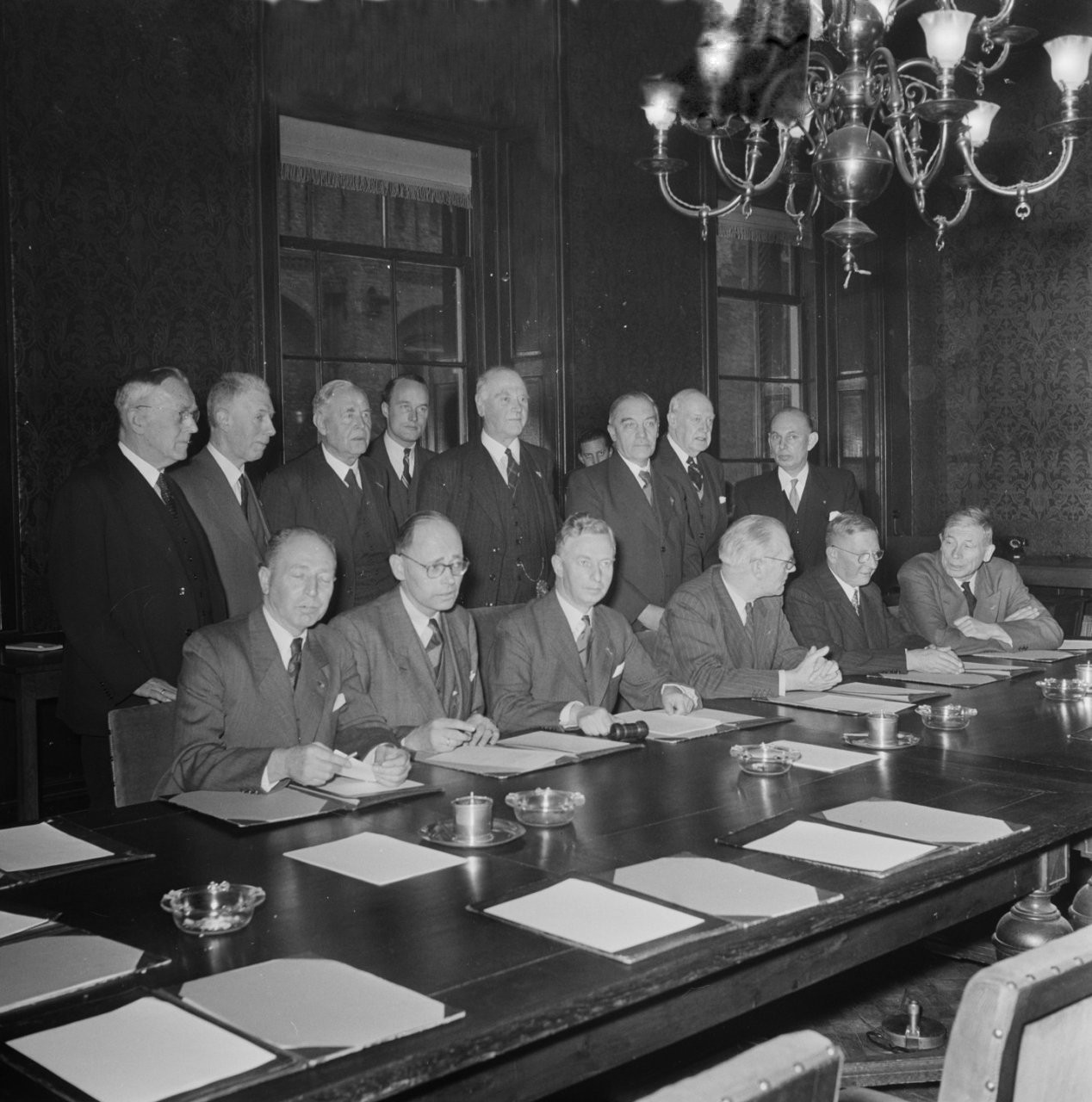
Installatie Deltacommissie, 21 februari 1953
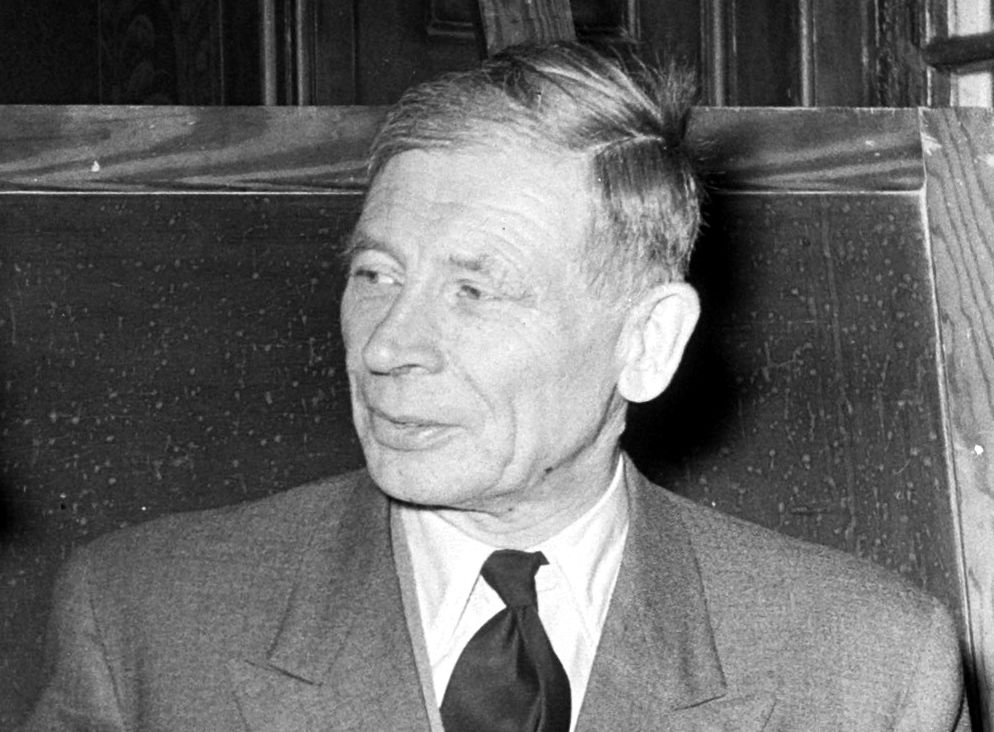
Johannes Theodoor Thijsse in 1953.
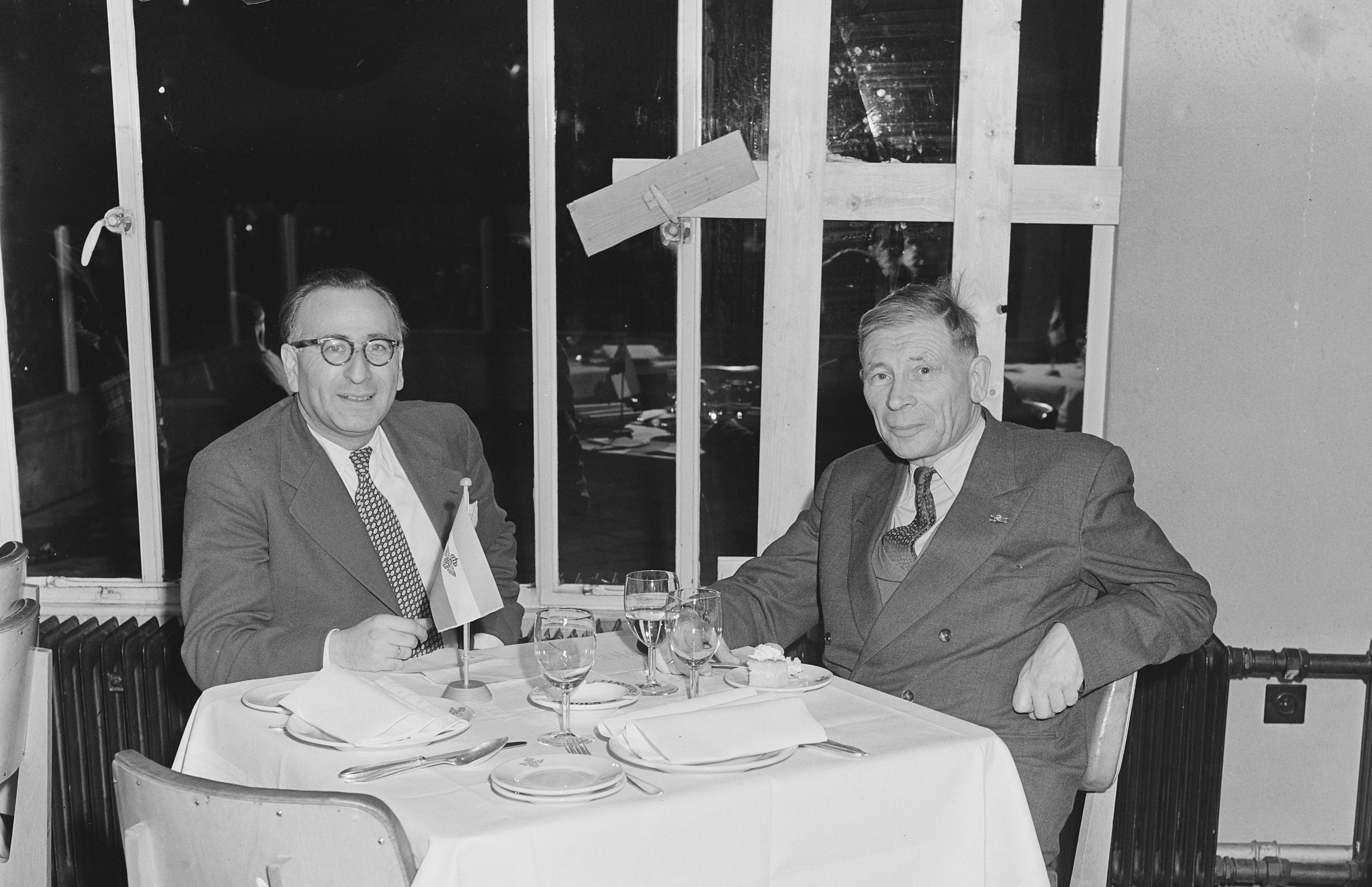
Vertrek Prof. Thijsse naar India, 1954
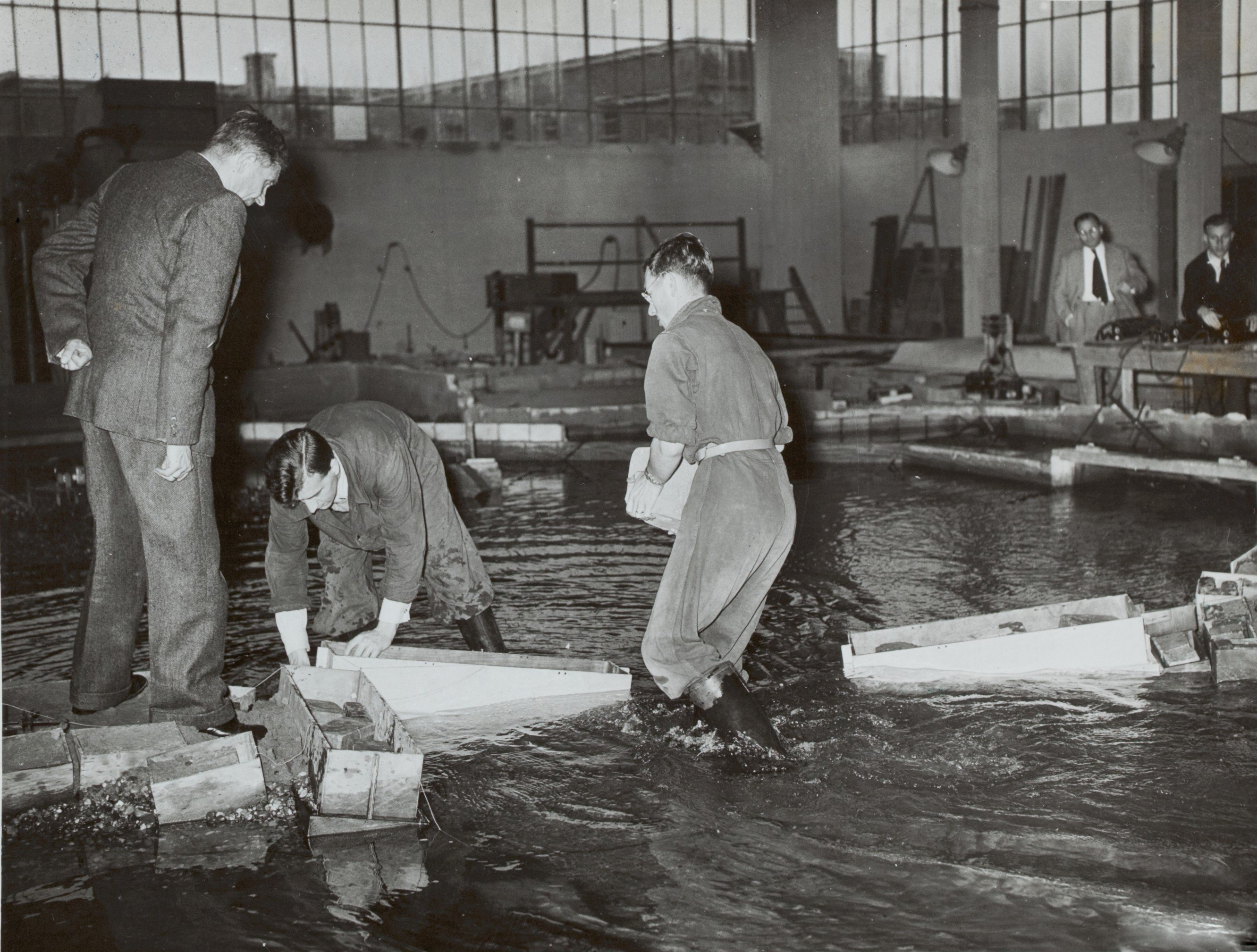
Thijsse in waterloopkundig lab in Delft
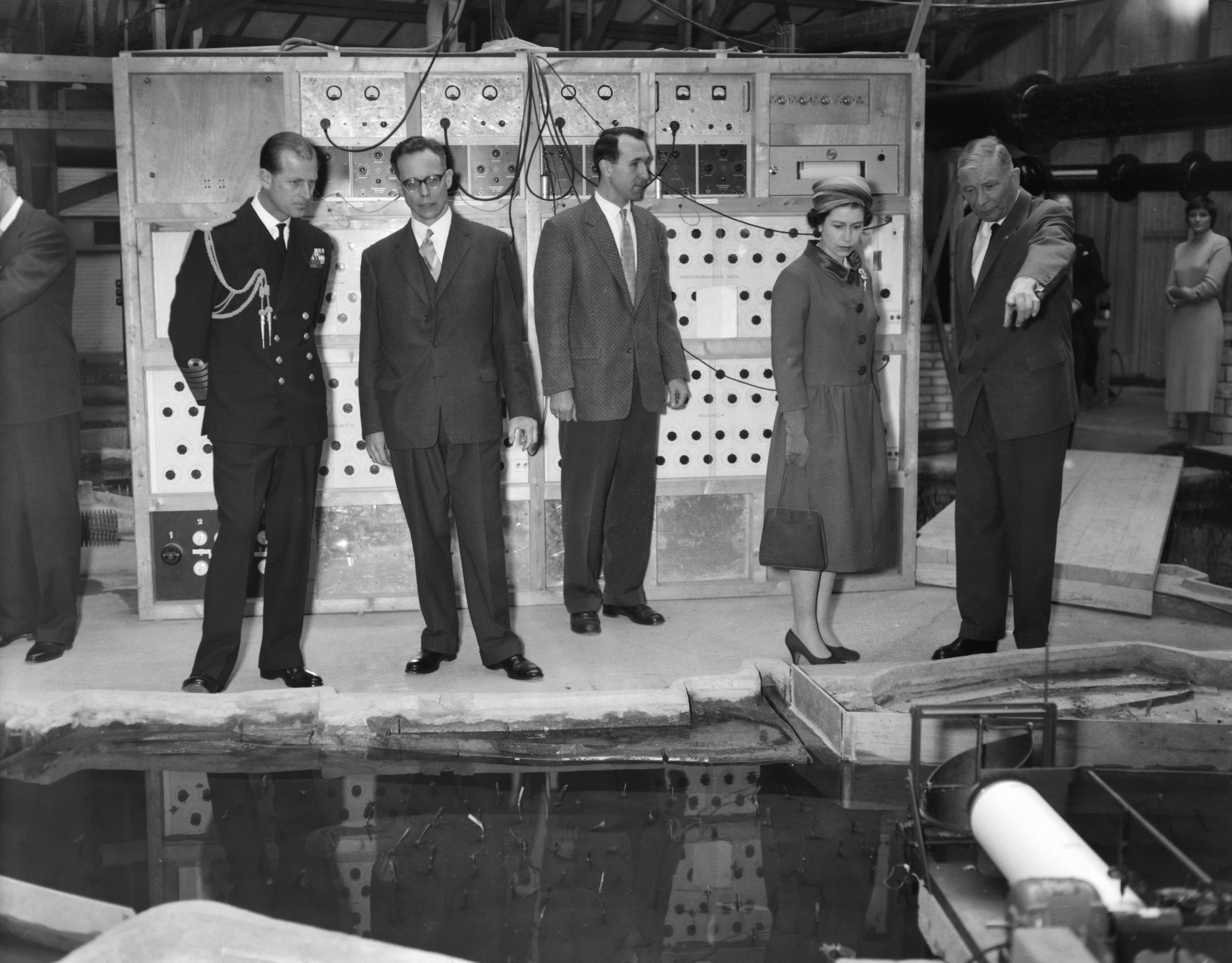
Thijsse (rechts) geeft uitleg tijdens bezoek van koningin Elisabeth II aan het lab in 1956
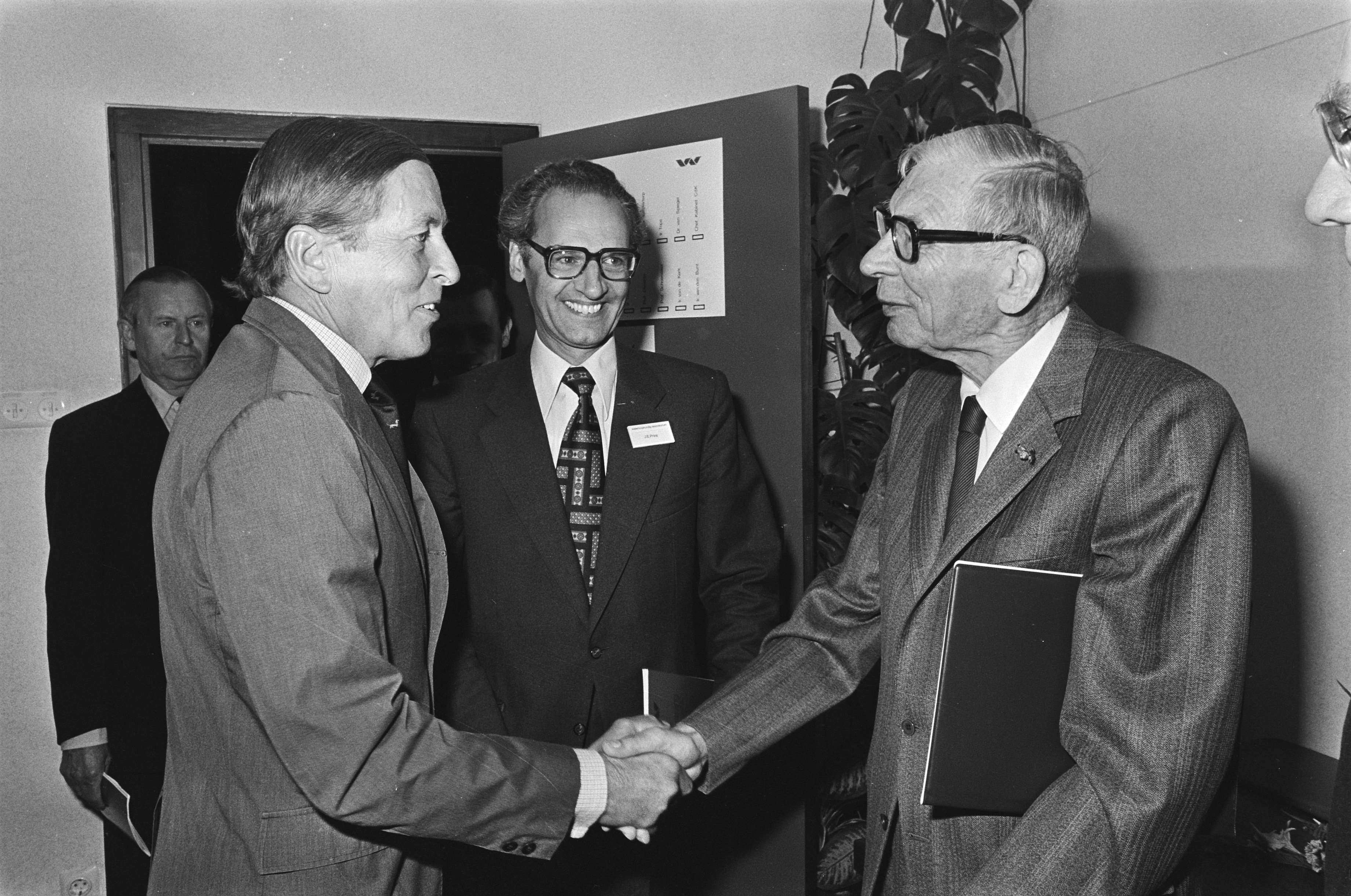
Prins Claus begroet Thijsse bij opening colloquium op Waterloopkundig Lab, 1977
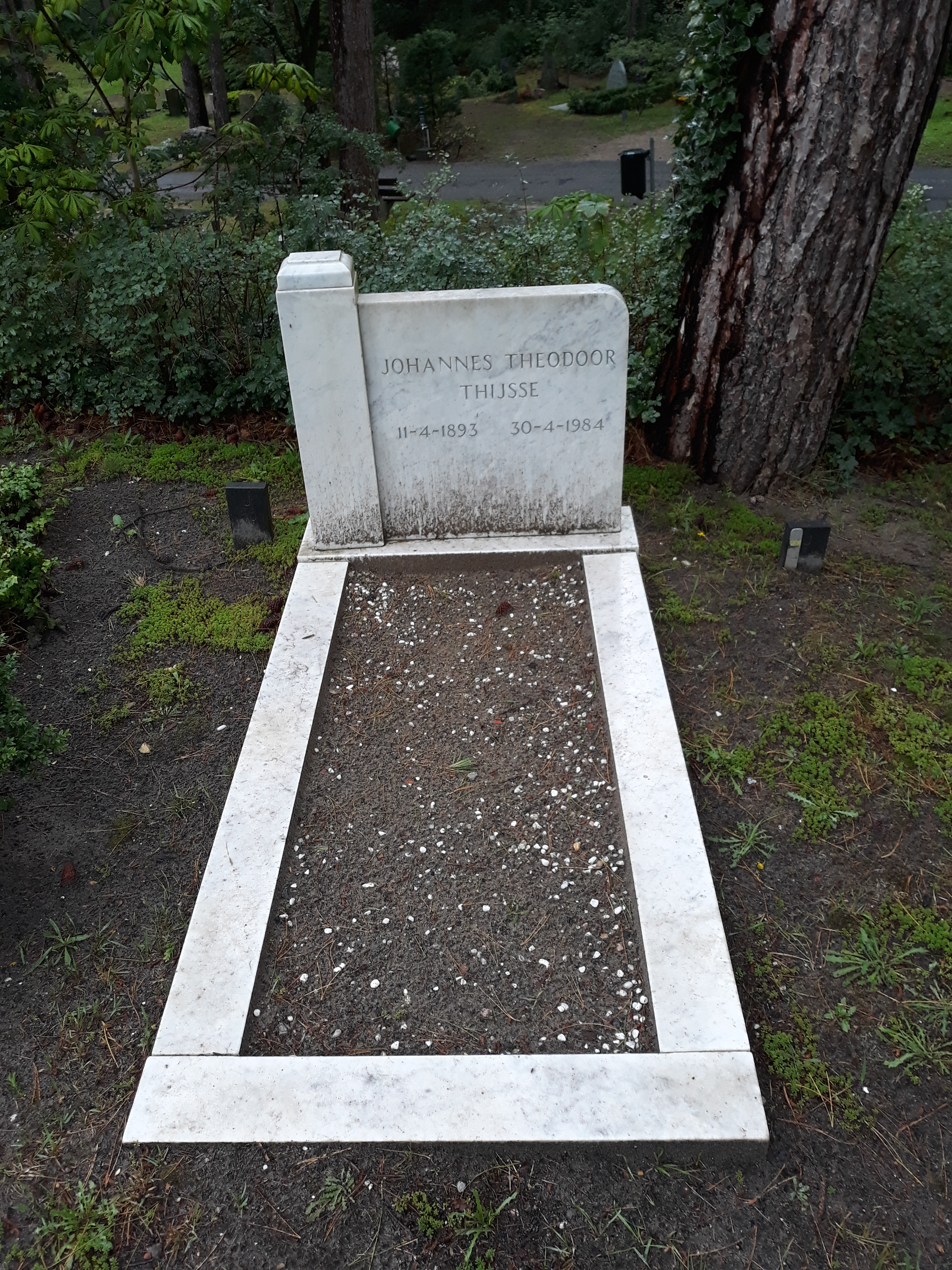
Het graf van Jo Thijsse op de Algemene Begraafplaats Bloemendaal Bergweg.

## Publicaties
- (en) Van Douwen, A.A. (1963). Selected Aspects of Hydraulic Engineering: Liber Amicorum dedicated to Johannes Theodoor Thijsse, on occasion of his retirement as professor. TU Delft, Delft. Geraadpleegd op 28-5-2019.

- Thijsse, J.Th. (1973). Een halve eeuw Zuiderzeewerken 1920-1970. H. D. Tjeenk Willink, Delft. Geraadpleegd op 28-5-2019.

- Biografisch Portaal: 24841374
- Gemeinsame Normdatei: 1053241372
- International Standard Name Identifier: 0000 0003 8832 3041
- Nationale Bibliotheek van Tsjechië: mub2015881921
- Nederlandse Thesaurus van Auteursnamen: 070202044
- Système universitaire de documentation: 199744998
- Virtual International Authority File: 281491065
- WorldCat: E39PBJwXbpY3qMVDQPtmFgGJXd